# Festival international du court-métrage de Dijon
Le Festival Fenêtres sur Courts est un festival de cinéma international consacré au Court métrage, ouvert au grand public et qui se tient annuellement dans la cité des ducs.

## Histoire
Le festival international du court-métrage de Dijon, appelé plus généralement "festival fenêtre sur courts", a été créé en 1995. Ce festival qui comprend 4 compétitions ainsi que des séances hors compétition, assure la renommée de la ville au cents clochers au sein de toute l’Europe et représente également l’unique festival de Bourgogne reconnu par le Centre national du cinéma et de l'image animée. L'association "Plan9", avec l'aide de la ville de Dijon notamment, font vivre le festival.

## Lieu
Plusieurs structures de la ville de Dijon représentent les incontournables du festival :
- La cérémonie d'ouverture a lieu à l'Auditorium de Dijon.
- Le ciné-goûter est organisé à la Péniche Cancale sur le Port du canal de Dijon.
- Le ciné-concert-spectacle Mélodies en courts se trouve au Théâtre des feuillants.
- La cérémonie de clôture et la remise des prix ont lieu au Cinéma Eldorado.

L'Auditorium de Dijon.
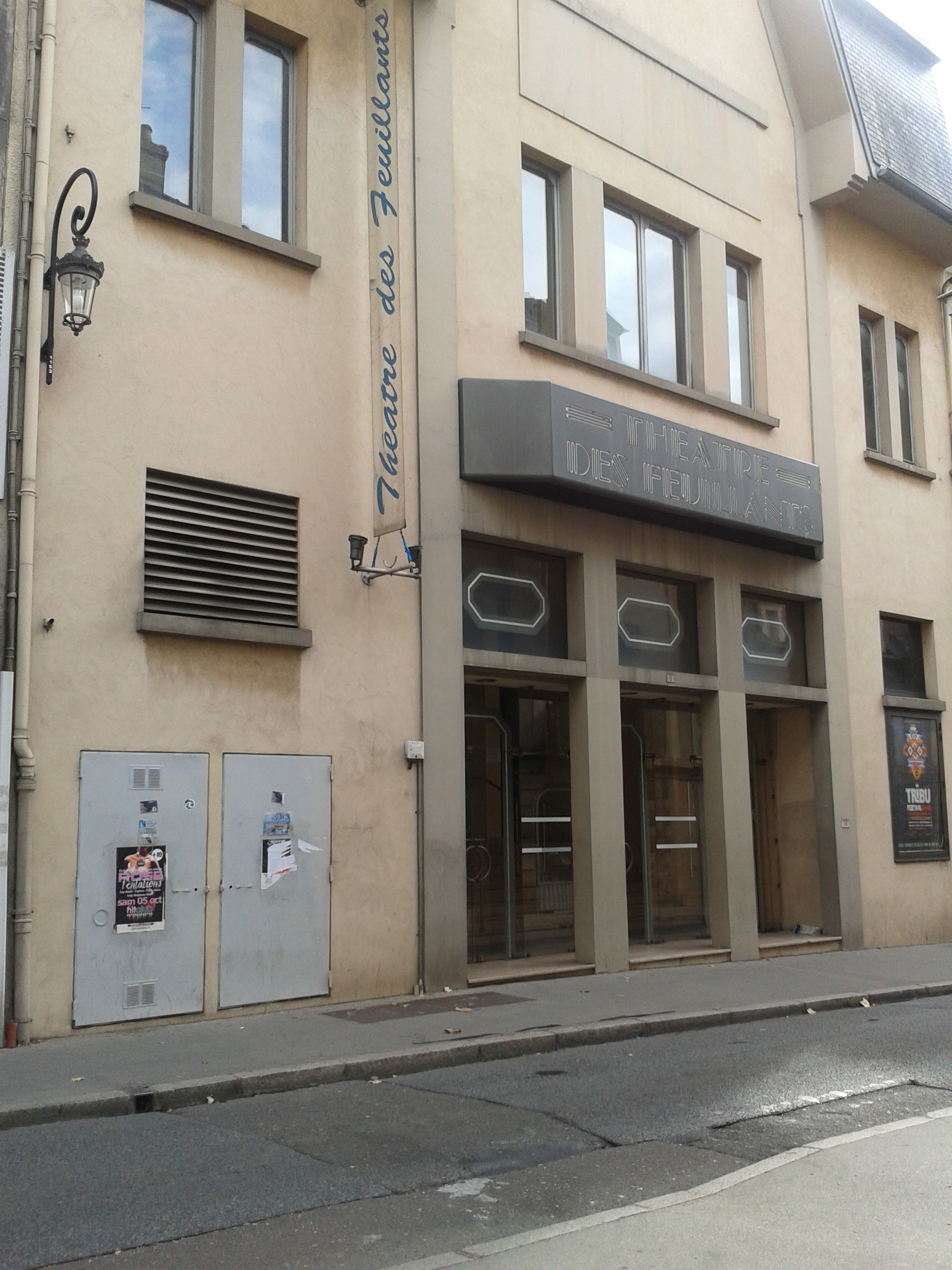
Le Théâtre des feuillants.
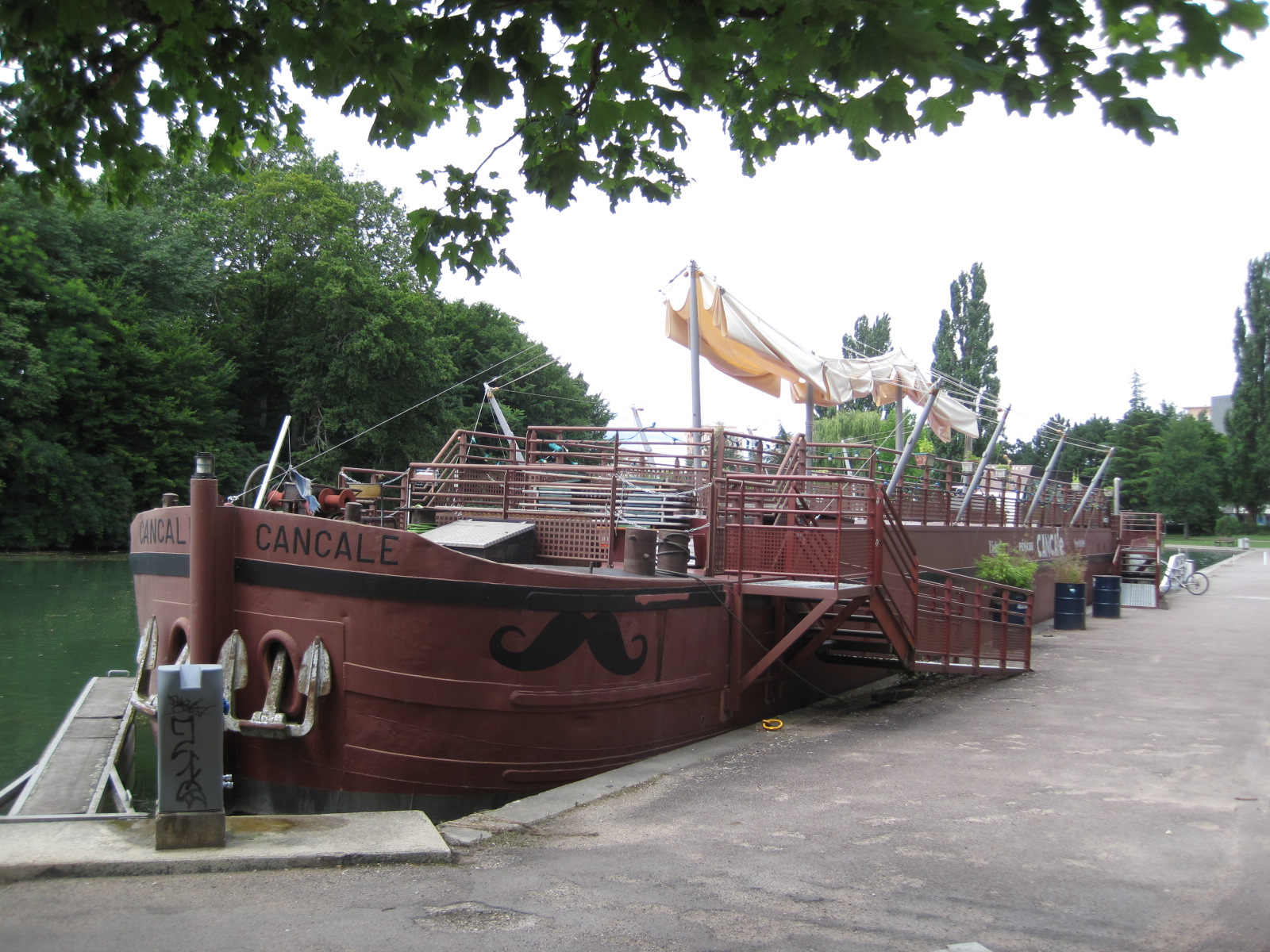
La péniche Cancale

## Compétitions
Le festival comprend 4 compétitions et plus de 1000 réalisateurs y candidatent chaque année :
- Compétition régionale :
  - Grand prix
- Compétition nationale "Humour et Comédie" :
  - Grand Prix
  - Prix du Public
  - Prix du scénario
- Compétition européenne :
  - Grand prix
  - Prix lycéen
- Compétition internationale "Zombie Zomba" :
  - Grand Prix
  - Mention spéciale